# Návia
Návia (em castelhano e asturiano: Navia) é um concelho (município) da Espanha na província e Principado das Astúrias. Tem 63,12 km² de área e em 2019 tinha 8 380 habitantes (densidade: 132,8 hab./km²).
Embora não faça parte da Galiza é um dos municípios das Astúrias onde tradicionalmente se fala galego.

## Demografia
| Variação demográfica do município entre 1991 e 2004 | Variação demográfica do município entre 1991 e 2004 | Variação demográfica do município entre 1991 e 2004 | Variação demográfica do município entre 1991 e 2004 |
| --------------------------------------------------- | --------------------------------------------------- | --------------------------------------------------- | --------------------------------------------------- |
| 1991                                                | 1996                                                | 2001                                                | 2004                                                |
| 9 116                                               | 9 136                                               | 9 063                                               | 9 047                                               |